# Marquesado de Castel-Rodrigo

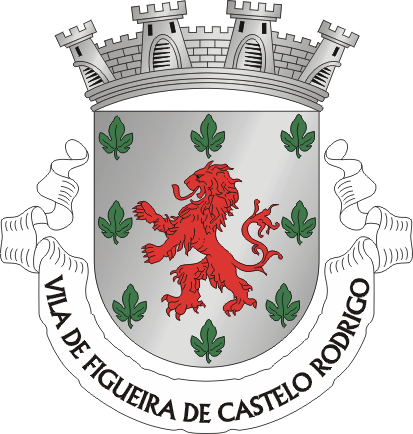
Escudo de Castelo Rodrigo.

Situación de Castelo Rodrigo, (Portugal).

El marquesado de Castel-Rodrigo es un título nobiliario español  creado en 1598 a título personal por el rey Felipe III de España y II de Portugal a favor de Cristóbal de Moura y Távora, cuyo padre había sido alcaide de Castelo Rodrigo. Previamente, en 1594, el rey Felipe II y I le había concedido el título de conde de Castel-Rodrigo.
La Grandeza de España se la otorgó el mismo rey Felipe III y II en 1600 al I marqués; en 1621, en la primera y única visita del rey a Portugal, el monarca confirmó la perpetuidad del título al II marqués de Castel-Rodrigo, Manuel de Moura y Corte-Real.
Su denominación hace referencia a la villa de Castelo Rodrigo en Figueira de Castelo Rodrigo (Portugal).

## Marqueses de Castel-Rodrigo
|       | Titular                                             | Periodo             |
| ----- | --------------------------------------------------- | ------------------- |
| I     | Cristóbal de Moura y Távora                         | 1598-1613           |
| II    | Manuel de Moura y Corte-Real                        | 1613-1651           |
| III   | Francisco de Moura Corterreal                       | 1631-1675           |
| IV    | Leonor de Moura Moncada y de Aragón                 | 1675-1706           |
| V     | Juana de Moura Moncada y de Aragón                  | 1706-1717           |
| VI    | Francisco Pío de Saboya y Moura                     | 1717-1723           |
| VII   | Gisberto Pío de Saboya y Spínola                    | 1723-1776           |
| VIII  | Isabel María Pío de Saboya y Spínola                | 1776-1799           |
| IX    | Antonio Valcárcel Pío de Saboya y Moura             | 1799-1808           |
| X     | Antonio Valcárcel y Pascual de Pobil                | 1808-1824           |
| XI    | María de la Concepción Valcárcel y Pascual de Pobil | 1824-1825           |
| XII   | Pascual Falcó y Valcárcel                           | 1825-1848           |
| XIII  | Juan Jacobo Falcó y Valcárcel                       | 1848-1873           |
| XIV   | Antonio Falcó y d'Adda                              | 1873-1883           |
| XV    | Juan Falcó y Trivulzio                              | 1883-1923           |
| XVI   | Alfonso Falcó y de la Gándara                       | 1923-1967           |
| XVII  | María Asunción Falcó y de la Gándara                | 1967-1971           |
| XVIII | Carlo Ernesto Balbo Bertone di Sambuy               | 1971-2005           |
| XIX   | Filippo Balbo Bertone di Sambuy y Wagnière          | 2005-actual titular |

## Historia de los marqueses de Castel-Rodrigo
- Cristóbal de Moura y Távora (Lisboa, 1537-1613), I marqués de Castel-Rodrigo, Sumiller de Corps del Rey Felipe II. Era hijo de Luis de Moura y de Beatriz de Távora.[4]

Se casó en 1581 con Margarita de Corte-Real y Silva, hija de Vasco Annes Corte-Real, señor de Terranova y capitán donatario de Angra y de la Isla de San Jorge en las Azores, y de Catañina de Silva. Le sucedió su hijo:
- Manuel de Moura y Corte-Real (Madrid, 17 de agosto de 1592-26 de enero de 1651),[6] II marqués de Castel-Rodrigo, I conde de Lumiares, en Portugal desde 1607,[7]  Mayordomo mayor del rey Felipe III de Portugal (Felipe IV de España), consejero de Estado, teniente de gobernador y capitán de los Países Bajos y caballero de la Orden de Alcántara en 1599.[6]

Se casó, en el Pardo, el 16 de noviembre de 1613, con Leonor de Melo, hija de Nuno Álvares Pereira de Melo, III conde de Tentúgal y I marqués de Cadaval.  Le sucedió su hijo:

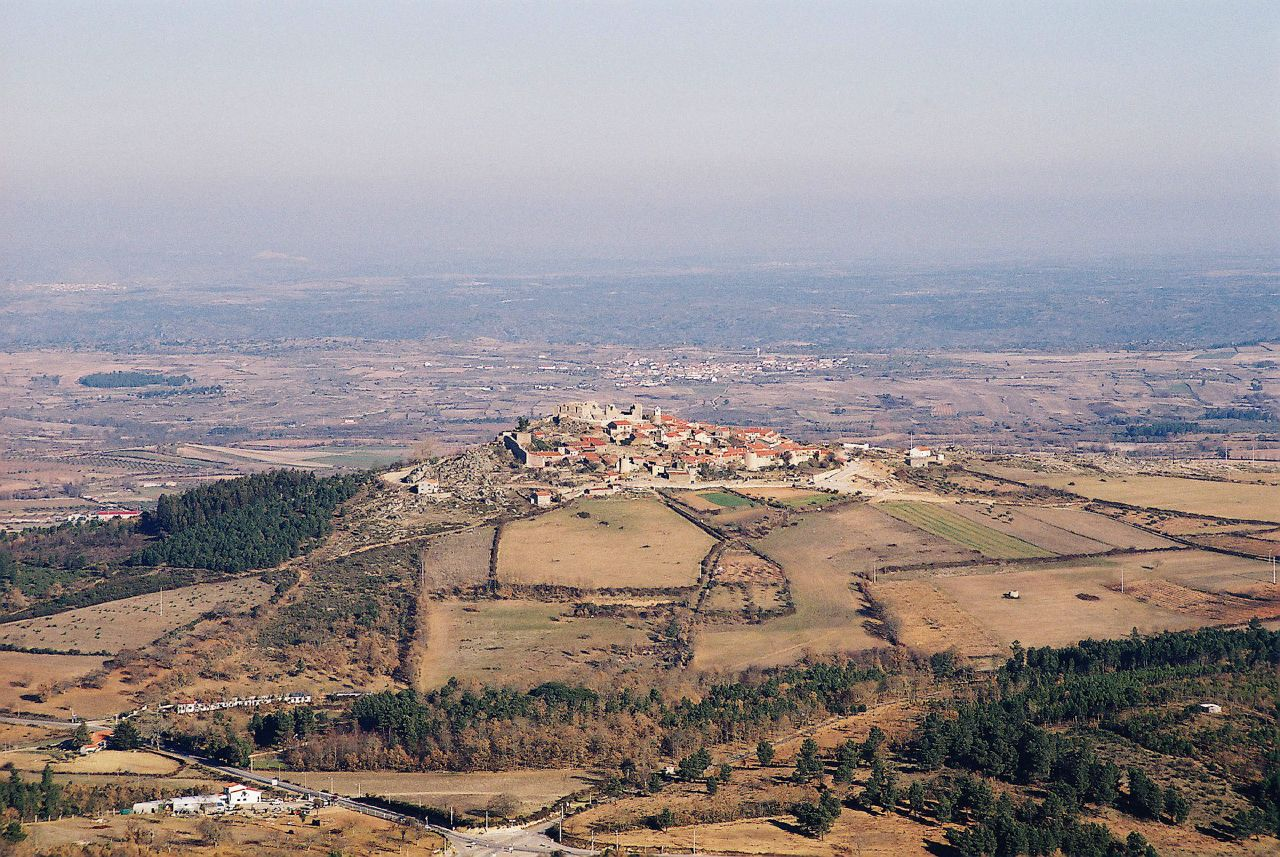
Vista de la villa de Castelo Rodrigo

- Francisco de Moura Corterreal (Madrid, 13 de diciembre de 1621-Madrid, 23 de noviembre de 1675),[9] III marqués de Castel-Rodrigo, II conde de Lumiares, I duque de Nochera (1656), en Nápoles, Caballerizo mayor del rey  Carlos II.

Se casó con Ana de Moncada y Aragón, hija de los duques de Montalto y de Bivona y príncipes de Paternò. Le sucedió su hija:
- Leonor de Moura Moncada y de Aragón (1642-28 de noviembre de 1706), IV marquesa de Castel-Rodrigo,[11] III condesa de Lumiares, II duquesa de Nochera.[12]

Contrajo un primer matrimonio, en 1668, con Anielo de Guzmán y Caraffa (Nápoles, c. 1641-Palermo, 16 de abril de 1677), militar y virrey de Sicilia. De este matrimonio nació un hijo hacia 1669-1670, en Madrid, Félix de Guzmán y Caraffa, que falleció en 1688.
Se casó en segunda nupcias el 16 de diciembre de 1678 con Carlos Homodei y Lasso de la Vega, II marqués de Almonacid de los Oteros. Sin descendencia sobreviviente de ninguno de sus matrimonios, le sucedió su hermana:
- Juana de Moura y Moncada de Aragón (c. 1650-Venecia, 28 de julio de 1717),[15] V marquesa de Castel-Rodrigo, IV condesa de Lumiares, III duquesa de Nochera.

Se casó con Gisberto Pío de Saboya (1639-Philippsburg, 11 de septiembre de 1676), II príncipe de San Gregorio y en segundas nupcias con el patricio y diplomático veneciano Domenico Contarini (Venecia, 28 de marzo de 1642-Venecia, 31 de diciembre de 1696). Le sucedió, de su primer matrimonio, su hijo:
- Francisco Pío de Saboya y Moura (1672-Madrid, 15 de septiembre de 1723), VI marqués de Castel-Rodrigo,[16] V conde de Lumiares, IV duque de Nochera, III príncipe de San Gregorio, III marqués de Almonacid de los Oteros[17] y VI marqués de Almonacir.[16][17]

Se casó con Juana Spínola de la Cerda y Colonna. Le sucedió su hijo:
- Gisberto Pío de Saboya y Spínola (1717-Madrid, 12 de enero de 1776), VII marqués de Castel-Rodrigo,[16] IV marqués de Almonacid de los Oteros, VI conde de Lumiares, V duque de Nochera, IV príncipe de San Gregorio y VII marqués de Almonacir.[16]

Se casó en primeras nupcias con María Teresa de la Cerda y Téllez-Girón y en segundas con Joaquina de Benavides y de la Cueva. Sin descendientes de ninguno de sus matrimonios, le sucedió su hermana:
- Isabel María Pío de Saboya y Spínola (Madrid, 1719-Alicante, 8 de mayo de 1799), VIII marquesa de Castel-Rodrigo, V marquesa de Almonacid de los Oteros, VIII marquesa de Almonacir, VII condesa de Lumiares, VI duquesa de Nochera y V princesa de San Gregorio.[16]

Se casó en primeras nupcias con Manuel de Velasco y López de Ayala, XII conde de Fuensalida, VI conde de Colmenar de Oreja. Sin descendientes. Contrajo un segundo matrimonio en Madrid el 21 de febrero de 1747 con Antonio José Valcárcel y Pérez Pastor. Le sucedió, de su segundo matrimonio, su hijo:
- Antonio Valcárcel Pío de Saboya y Moura (Alicante, 15 de marzo de 1748-Aranjuez, 14 de noviembre de 1808), IX marqués de Castel-Rodrigo,[16] VI marqués de Almonacid de los Oteros, VIII conde de Lumiares, IX marqués de Almonacir y VII duque de Nochera.[16][18]

Se casó el 13 de marzo de 1772 con María Tomasa Pascual de Pobil y Sannazar. Le sucedió su hijo:
- Antonio Valcárcel y Pascual de Pobil, X marqués de Castel-Rodrigo, IX conde de Lumiares, VIII y último duque de Nochera como título del reino de Nápoles.[16]

Se casó con Beatriz de Ursinos. Sin descendientes. Le sucedió su hermana:
- María de la Concepción Valcárcel y Pascual de Pobil (1774-.), XI marquesa de Castel-Rodrigo,[16] VII marquesa de Almonacid de los Oteros, X condesa de Lumiares X marquesa de Almonacir y I princesa Pio de Saboya en Italia.[16]

Se casó el 22 de agosto de 1794 en Valencia con Pascual Falcó de Belaochaga y Pujades, VII barón de Benifayó. Le sucedió su hijo:
- Pascual Falcó y Valcárcel (m. 1848), XII marqués de Castel-Rodrigo, X marqués de Almonacid de los Oteros, barón de Benifayó, XI conde de Lumiares, barón de Benifayó, II príncipe Pío de Saboya en Italia.[16] Sin descendientes. Le sucedió su hermano:

- Juan Jacobo Falcó y Valcárcel (Valencia, 29 de enero de 1797-Bayona, 4 de noviembre de 1873), XIII marqués de Castel-Rodrigo,[16] VIII marqués de Almonacid de los Oteros, XII conde de Lumiares, XI marqués de Almonacir,[16] VIII barón de Benifayó, y III príncipe Pío de Saboya en Italia.[16]

Se casó en primeras nupcias con Carolina d'Adda y Khevenhüller-Metsch y en segundas con su cuñada María Anna d'Adda y Khevenhüller-Metsch. Le sucedió, de su primer matrimonio, su hijo:
- Antonio Falcó y d'Adda (Madrid, 21 de agosto de 1823-Madrid, 23 de abril de 1883), XIV marqués de Castel-Rodrigo,[16] XIII conde de Lumiares y IV príncipe Pío de Saboya.

Se casó En Milán el 22 de febrero de 1855 con Cristina Evelina Trivulzio y Rinuccini. Una hija de este matrimonio, Beatriz Falcó y Trivulzio (Milán, 31 de julio de 1859-Torino, 23 de enero de 1938), se casó con Giuseppe Engelfred y fueron padres de una hija, María Alberta Engelfred y Falco, casada con Filippo Balbo Bertone di Sambuy, conde de Sambuy y señor de Revigliasco en Italia. Estos últimos fueron los padres del XVIII marqués de Castel Rodrigo. Le sucedió su hijo:
- Juan Falcó y Trivulzio (Milán, 4 de septiembre de 1856-Madrid, 11 de diciembre de 1923), XV marqués de Castel-Rodrigo,[20] V príncipe Pío de Saboya, I conde de Lumiares (real merced del rey Alfonso XII] en 1884 como título del reino de España), X barón de Benifayó,[20] Caballerizo mayor de la Reina Madre María Cristina de Habsburgo-Lorena.

Se casó en Milán el 17 de noviembre de 1881 con Inés de la Gándara y Plazaola, dama de la Reina Victoria Eugenia de Battenberg. Le sucedió su hijo:
- Alfonso Falcó y de la Gándara (1903-1967), XVI marqués de Castel-Rodrigo,[20] II conde de Lumiares, IX duque de Nochera (por rehabilitación a su favor en 1922), XI barón de Benifayó (los derechos señoriales de Benifayó fueron vendidos en 1872, por Miguel Falcó de Belaochaga al Ayuntamiento y sus vecinos, conservando solamente el título de Barón), gentilhombre grande de España con ejercicio y servidumbre del rey Alfonso XIII.

Se casó con Sveva Vittoria Colonna. Sin descendientes. Le sucedió su hermana:
- María Asunción Falcó y de la Gándara (1883-1970), XVII marquesa de Castel-Rodrigo,[20][21] III condesa de Lumiares,[20] X duquesa de Nochera.

Se casó el 2 de diciembre de 1916 con Pedro Caro y Martínez de Irujo (m. 26 de junio de 1935), VII marqués de la Romana. Sin descendientes. Le sucedió su primo segundo:
- Carlo Ernesto Balbo Bertone di Sambuy y Engelfred (1916-2003), XVIII marqués de Castel-Rodrigo,[23] IV conde de Lumiares, XI duque de Nochera, conte di Sambuy.[20]

Contrajo matrimonio con Gabrielle Wagnière y en segundas nupcias se casó con Laura Adani. En 1 de septiembre de 2005, le sucedió su hijo del primer matrimonio:
- Filippo Balbo Bertone di Sambuy y Wagnière (n. Roma, 14 de septiembre de 1956), XIX marqués de Castel-Rodrigo,[20][24] V conde de Lumiares,[20] XII duque de Nochera.

Se casó con Patricia Zapparoli.  Padres de una hija, María Gabriela Balbo Bertone di Sambuy y Zapparoli.